# Slezské Pavlovice (zámek)
Zámek Slezské Pavlovice vznikl v roce 1557 přestavbou vodní tvrze, která zde stávala snad od 14. století. Zámek se nachází ve středu obce Slezské Pavlovice v okrese Bruntál v Moravskoslezském kraji.

## Historie
Zámek byl postaven 16. století Štěpánem z Vrbna mladším. Dokladem je dochovaná listina z 2. června 1571, která popisuje, že olomoucký biskup Vilém Prusinovský z Víckova udělil v léno ves Německé Pavlovice s nově postaveným zámkem s dvorem a pivovarem písaři manského soudu Jiřímu Kamenohorskému z Kamenné Hory a Tišnova.
V roce 1684 nechal zámek rytíř Maxmilián Bees z Chrostiny(1650-1731) přestavět.
V roce 1766 koupil zámek Jan Mattencloit, který jej přestavěl do současné pozdně barokní podoby. Rodina Mattencloit byla držiteli zámku do roku 1923,kdy se stal vlastnictvím rodiny Justovy. V roce 1945 byl rodině Justových zámek zkonfiskován. Po válce sloužil zámek jako zásobárna zdravotnických potřeb. V současnosti je slezskopavlovický zámek nevyužíván a od roku 2018 bylo novými majiteli přistoupeno k opravám.

## Popis
Zámek má půdorys ve tvaru obdélníku.Jedná se o jednopatrovou budovu. Fasáda zámku je upravena jemnou štukovou výzdobou. Hlavním prvkem fasády je římsa oddělující patra po celém obvodu. V hlavním průčelí nad hlavním vchodem je umístěn trojúhelníkový štít. Budova zámku je pokrytá mansardovou střechou.